# Конвертация ценных бумаг
Конверта́ция (конверсия) ценных бумаг — операция по обмену на размещаемые (либо на находящиеся в обращении) ценные бумаги ранее размещённых ценных бумаг того же эмитента с погашением последних.
Конвертация осуществляется с целью:
- изменения номинальной стоимости ранее размещённых ценных бумаг;
- с целью изменения объема прав, предоставляемых ранее размещёнными ценными бумагами;
- с целью консолидации или дробления ранее размещённых ценных бумаг.